# Glen View Club
De Glen View Club is een golfclub in de Verenigde Staten. De club werd opgericht in 1897 en bevindt zich in Golf, Illinois. De club beschikt over een 18-holes golfbaan en werd ontworpen door golfbaanarchitect William Flynn.

## Golftoernooien
De club ontving meermaals verscheidene golftoernooien: Western Open, US Open en US Amateur.
De lengte van de baan voor de heren is 6392 m met een par van 72. De course rating is 72,1 en de slope rating is 138.
- Western Open: 1899[1]
- US Amateur: 1902[1]
- US Open: 1904[1]